# 나경미
나경미(본명: 나연서, 1973년 12월 15일 ~ )는 대한민국의 배우이다. 경희대학교 무용학과 재학 중 다리 수술로 발레리나의 꿈을 접었다. 1995년 MBC 24기 탤런트로 입사하여 《제4공화국》에서 대한민국 대통령 박정희의 마지막 현장에 있었던 여대생 신재순 역으로 데뷔했다. 《미망》, KBS 《용의 눈물》, SBS 《파도》 등에 출연하였다.

## 학력
- 경희대학교 무용학과 졸업

## 연기 활동

### 드라마
- 1995년~1996년 : MBC 정치드라마 《제4공화국》 - 신재순 역
- 1996년 : MBC 수목드라마 《사과꽃 향기》
- 1996년 : MBC 수목드라마 《미망》 - 전태임의 딸 역
- 1996년~1998년 : KBS1 대하드라마 《용의 눈물》 - 봉지련 역
- 1996년 : MBC 단막극 《MBC 베스트극장 - 꽃파는 남자들》
- 1996년~1998년 : MBC 청춘시트콤 《남자 셋 여자 셋》
- 1997년 : KBS2 수목드라마 《그대 나를 부를 때》
- 1997년 : MBC 단막극 《MBC 베스트극장 - 사랑에 관한 아홉가지 미신》
- 1998년~1999년 : KBS2 주말연속극 《종이학》
- 1998년 : KBS1 특집드라마 《희망여관》
- 1999년 : SBS 주말극장 《파도》
- 1996년~2000년 : SBS 주간시트콤 《LA아리랑》
- 1999년 : KBS2 단막극 《KBS 일요베스트 - 형수님은 열아홉》 - 고은새 역
- 2000년 : MBC 주간시트콤 《세 친구》
- 2000년 : MBC 일일드라마 《온달 왕자들》 - 혜경 역
- 2000년 : KBS2 단막극 《KBS 드라마시티 - 바람둥이 친구와 그의 아내》 - 강혜미 역
- 2001년 : MBC 월화시트콤 《연인들》
- 2002년~2003년 : SBS 대하드라마 《야인시대》 - 김해숙 역
- 2001년 : KBS2 단막극 《KBS 드라마시티 - 계약결혼》 - 서하경 역
- 2007년 : MBC 월화드라마 《히트》 - 배도건의 전 부인 역
- 2007년~2008년 : MBC 대하드라마 《이산》 - 기생 매향이 역
- 2007년 : OCN TV무비 《직장 연애사》
- 2008년 : KBS2 수목드라마 《태양의 여자》 - VIP 이 팀장 역

### 영화
- 1998년 : 《삼양동 정육점》 - 신혜 역
- 2006년 : 《사랑방 선수와 어머니》 - 커피숍 여자 역(특별출연)
- 2006년 : 《내 생애 최악의 남자》 - 은숙 역
- 2006년 : 《니 말을 믿으라는 거야》

### 뮤직비디오
- 1998년 : 류찬 - For you

## 방송
- 2000년 : MBC 21세기 위원회

## 광고
- 카스타드빵